# Географічна енциклопедія України
Географі́чна енциклопе́дія Украї́ни (ГЕУ) — перше видання енциклопедичного характеру, яке на основі сучасних досягнень географічної науки подає відомості про Природне середовище й Природні ресурси України, розміщення продуктивних сил і галузеву структуру її економіки, населення, про особливості природно-територіальних і виробничо-територіальних комплексів, становлення й розвиток в Україні географічних наук.

## Історія
Видано у 1989—1993 роках у трьох томах видавництвом УРЕ. Редакційний колектив — О. М. Маринич (відповідальний редактор), Ф. С. Бабичев, Бєляєв Володимир Іванович, С. І. Дорогунцов та ін.
На час початку видання вона стала першою енциклопедією, де в назві замість «УРСР» вжито топонім «Україна».
1. Том 1, гасла на літери A-Ж. — К.: 1989. — 416 с.
2. Том 2, гасла на літери З-О. — К.: 1990. — 480 с.
3. Том 3, гасла на літери П-Я. — К.: 1993. — 480 с.

## Зміст
Енциклопедія містить 7150 статей, 1943 ілюстрації, 743 карти, зокрема, 481 загальногеографічна карта адміністративних районів та 45 планів 18 найбільших міст, а також інформація у вигляді графіків та діаграмних фігур.
Карти в енциклопедії зображають як тільки територію України, так і разом з іншими державами. До останніх належить синоптична карта, карти пов'язані з морями України тощо.
Карти України представлені на різних рівнях. Є загальні карти України по всіх темах. Крім того, на окремих картах зображені окремі території України за певними ознаками (фізико-географічні провінції, басейни корисних копалин, великих річок, гірські території тощо).
Адміністративні одиниці першого рівня України представлені п'ятьма однотипними картами, а саме: загальногеографічна, економічна, кліматична, ґрунтів, туристична. Рівень адміністративних районів представлений однотипними загальногеографічними картами з гіпсометричною шкалою висот у метрах та об'єктами природно заповідного фонду.

## Бібліографічне посилання
- Географічна енциклопедія України: у 3 т / редкол.: О. М. Маринич (відповід. ред.) та ін. — К. : «Українська Радянська Енциклопедія» імені М. П. Бажана, 1989—1993. — 33000 прим. — ISBN 5-88500-015-8.